# Bo Tolstrup
Bo Tolstrup (født 13. august 1971) er en dansk håndboldtræner, der har været cheftræner for Viborg HKs herrehold siden 2009, hvor han afløste Søren Hildebrand. Han havde tidligere være assistenttræner i samme klub siden 2007 og før det var han træner for Team Esbjergs kvinder i 1. division. 